# Pohádkový příběh
Pohádkový příběh je první kompilační deska skupiny Holki, která byla vydána u vydavatelství Monitor-EMI v roce 2004. Deska obsahuje všechny známé singly a songy v hudebním žánru dance-pop, které skupina vydala v letech 1999–2003. Na desce lze slyšet všechny členky skupiny. Kromě starých skladeb desku doprovází i nová verze písně „Chceš odejít“ a pohádková píseň „Tři oříšky“. O texty, hudbu, aranžmá a produkci písní se zasloužil Peter Fider, kromě bonusového songu „Tři oříšky“. Poslední zmíněná skladba od textaře Vladimíra Kočandrle je nová verze písně, ke které složil hudbu i nové aranžmá Karel Svoboda. Píseň v originální verzi nazpívala Iveta Bartošová. Zmíněnou skladbu skupina Holki jako trio (Katka Brzobohatá, Klára Kolomazníková a Radana Labajová) nahrála ve studiu Karla Svobody v roce 2004. Na albu je novější verze písničky „Chceš odejít“, kterou znovu nazpívala Klára Kolomazníková v roce 2004 ve studiu Rich Sound, produkci zajistil Pavel Větrovec ml. Album zahrnuje fotografie, které nafotil Tomáš Beran již v roce 2002 pro album Vzpomínky zůstanou. O design desky se postaral Martin Houf.
Písně 1–17 pochází z alb vydaných v letech 1999–2002 (S láskou, Pro tebe, Spolu a Vzpomínky zůstanou), kdy skupina fungovala ještě jako kvartet před odchodem Nikoly Šobichové. Písně 19–21 zahrnují skladby známé z alba Ať to neskončí plus nový bonusový song „Tři oříšky“.
| Pořadí | Název                | čas  |
| ------ | -------------------- | ---- |
| 1.     | Už mi nevolej        | 3:33 |
| 2.     | Můj kluk             | 3:16 |
| 3.     | Hledám lásku svou    | 3:27 |
| 4.     | Až přiletí andělé    | 3:42 |
| 5.     | Mám ráda             | 3:20 |
| 6.     | Letní ráno           | 3:57 |
| 7.     | Party                | 3:20 |
| 8.     | Odcházím             | 3:11 |
| 9.     | Jsi senzační         | 3:19 |
| 10.    | se mnou se neztratíš | 3.28 |
| 11.    | Ve snu se vdávám     | 3:04 |
| 12.    | Když mě líbáš        | 4:17 |
| 13.    | Víkend je můj        | 3:32 |
| 14.    | Chceš odejít         | 3:52 |
| 15.    | Nejšťastnější pár    | 3:16 |
| 16.    | Jen já to vím        | 3:10 |
| 17.    | Vzpomínky zůstanou   | 3:20 |
| 18.    | Ať to neskončí       | 3:10 |
| 19.    | Padám výš            | 3:29 |
| 20.    | Láska je ďábel       | 3:16 |
| 21     | Tři oříšky           | 3:23 |

S albem Pohádkový příběh vyšlo zároveň i DVD, které obsahuje všechny videoklipy, které skupina natočila v letech 1999–2004.

## Nová verze desky
V roce 2009 se skupina Holki dala po pauze znovu dohromady, tentokrát bez Kláry Kolomazníkové. Ve spolupráci s producentem Petrem Fiderem nahrálo dívčí trio novou píseň „Že tě mám“, kterou otextoval Viktor Dyk v roce 2009. Novou kompilační desku skupina vydala u Monitor-EMI a na stáncích ve spolupráci deníkem Blesk se objevila již v prosinci roku 2009.
| Pořadí | Název              | Čas  |
| ------ | ------------------ | ---- |
| 1.     | Mám ráda           | 3:20 |
| 2.     | Hledám lásku svou  | 3:27 |
| 3.     | Jsi senzační       | 3:19 |
| 4.     | Letní ráno         | 3:57 |
| 5.     | Když mě líbáš      | 4:17 |
| 6.     | Pro mámu           | 3:57 |
| 7.     | Nejšťastnější pár  | 3:16 |
| 8.     | Víkend je můj      | 3:32 |
| 9.     | Vzpomínky zůstanou | 3:20 |
| 10.    | Už mi nevolej      | 3:33 |
| 11.    | Chceš odejít       | 3:04 |
| 12.    | Až přiletí andělé  | 3:42 |
| 13.    | Padám výš          | 3:29 |
| 14.    | Ať to neskončí     | 3:10 |
| 15.    | Že tě mám          | 3:16 |